# Скриточуб сичуанський
Скриточу́б сичуанський (Phylloscopus omeiensis) — вид горобцеподібних птахів родини вівчарикових (Phylloscopidae). Гніздиться в Китаї, зимує в Південно-Східній Азії. Раніше цей вид відносили до роду Скриточуб (Seicercus), однак за результатами молекулярно-філогенетичного дослідження, опублікованого у 2018 році, його було переведено до роду Вівчарик (Phylloscopus).

## Опис
Довжина птаха становить 11-12 см, Верхня частина тіла зелена, нижня частина тіла жовта. Голова сіра, на тімені темні смужки. Крайні стернові пера на кінці білі.

## Поширення і екологія
Сичуанські скриточуби гніздяться у вічнозелених гірських лісах на сході центрального Китаю (північний Юньнань, Сичуань, Шеньсі, Хубей, Гуйчжоу, південь Ганьсу), на висоті від 1200 до 2300 м над рівнем моря. Взимку вони мігрують на південь, до М'янми, Таїланду, Лаосу, В'єтнаму і Камбоджі. Живляться комахами.